# The Alan Parsons Project
The Alan Parsons Project war ein britisches Musikprojekt, das dem Progressive Rock oder Artrock zugerechnet werden kann. Die Band wurde von Alan Parsons und Eric Woolfson gegründet und bestand von 1975 bis 1990. Bekannte Lieder sind Eye in the Sky, Don’t Answer Me und das – nur in Deutschland und Österreich erfolgreiche – Instrumentalstück Lucifer.

## Geschichte
Alan Parsons war Tontechniker der Abbey Road Studios und wirkte dort an den letzten Alben der Beatles mit. Später arbeitete er u. a. mit den Wings und war an den Klassikern Atom Heart Mother und The Dark Side of the Moon von Pink Floyd als Toningenieur und Produzent beteiligt. Seine Produktionsarbeit gilt als entscheidender Faktor des Erfolgs der Alben von Cockney Rebel und Al Stewart Mitte der 1970er Jahre. Auf dem Album Once Again von Barclay James Harvest spielte Alan Parsons die Maultrommel in Lady Loves.
Eric Woolfson war Manager von Carl Douglas, der mit dem Lied Kung Fu Fighting einen Welthit landete. Als Songschreiber für den Rolling-Stones-Produzenten Andrew Oldham hatte er sich einen Namen gemacht.
Parsons und Woolfson trafen sich 1974 und beschlossen, ihre eigene Musik herauszubringen: Woolfson war von Edgar Allan Poe begeistert und wollte ihn vertonen, Parsons wollte sein Talent „sichtbarer“ machen. So gründeten sie „The Alan Parsons Project“ und luden dazu viele Gastmusiker ein, darunter Andrew Powell, einen Dirigenten und Komponisten, der für die Orchesterarrangements zuständig sein sollte, sowie den Sänger John Miles, der gerade den von Alan Parsons produzierten Hit Music gehabt hatte. Als Begleitmusiker wurde die komplette Band Pilot (David Paton, Stuart Tosh, Ian Bairnson, Billy Lyall) verpflichtet, für die Parsons ebenfalls als Produzent von drei Alben tätig gewesen war.
1976 erschien das erste Album Tales of Mystery and Imagination – Edgar Allan Poe, eine Sammlung von Liedern, die von Kurzgeschichten des britisch-amerikanischen Schriftstellers inspiriert waren. Bereits auf diesem Konzeptalbum, das von vielen Kritikern wohlwollend aufgenommen wurde, kristallisierte sich der musikalische Stil heraus: rockige Klänge in Verbindung mit großen sinfonischen Arrangements. Mindestens ein Instrumentalstück sollte in Zukunft auf jedem Album zu finden sein, wobei Parsons bald verstärkt Synthesizer einsetzte.
Es folgten neun weitere Alben, die in der Regel um ein zentrales Thema konzipiert waren. Woolfson schrieb die meisten der Titel und fungierte nicht selten auch als Sänger, Parsons sorgte für Arrangements und Produktion. Seit 1981 entwickelte sich der Stil weg von Konzeptalben hin zu eher locker thematisch strukturierten Songsammlungen. Mit dem Erfolg des Titels Eye in the Sky, der 1982 ein Top-10-Hit wurde, setzte musikalisch eine Umorientierung in Richtung Adult Orientated Rock (AOR) ein. Das Album Eye in the Sky ist eines der ersten Alben weltweit, das komplett mit digitaler Technik aufgenommen wurde.
Zwischendurch arbeiteten die einzelnen Project-Mitglieder – allesamt gefragte Studiomusiker – auch immer wieder für andere Künstler, etwa für Kate Bush (Bairnson, Elliott, Paton, Powell) oder Bucks Fizz (Bairnson). 1983 bildeten Ian Bairnson, Stuart Elliott, David Paton, Colin Blunstone sowie der Keyboarder Peter Bardens die kurzlebige Band Keats, die lediglich ein Album gleichen Namens einspielte und nur mäßig erfolgreich war.
1989 wollte Woolfson dann erneut ein Konzeptalbum aufnehmen, das von Freud und seinen Theorien handeln sollte. Ein Bekannter schlug ihm ein Musical vor, das schließlich unter dem Titel Freudiana im Wiener Theater an der Wien mit Ulrich Tukur in der Hauptrolle uraufgeführt wurde. Das dazugehörige von Parsons produzierte Album erschien Ende 1990, allerdings nicht unter dem Bandnamen, da er die Ausrichtung seiner Band nicht durch eine Musicalproduktion „verwässern“ wollte.
Freudiana ist zwar kompositorisch fast ausschließlich das Werk von Woolfson, wird der klanglichen Ähnlichkeit wegen aber oft für ein Project-Album gehalten und wurde letztendlich auch mit einem Großteil der angestammten Project-Musiker eingespielt. Das Musical, dessen Rechte beim künstlerischen Leiter Brian Brolly, die Verluste aber bei Parsons und Woolfson blieben, war ein Misserfolg und sorgte für das Ende der Band und der Zusammenarbeit ihrer beiden Köpfe.
Parsons brachte in der Folge unter seinem eigenen Namen (also ohne den Zusatz Project) weitere Platten heraus – darunter auch zwei Livealben mit bekannten Liedern des Projects (siehe Solo-Diskographie). Vor 1990 war das Alan Parsons Project eine reine Studioband gewesen, jetzt trat man ohne Woolfson wiederholt live auf. Woolfson schrieb unterdessen mehrere Musicals auf der Grundlage früherer Project-Alben; er starb am 2. Dezember 2009.

## Rezeption
Trotz (oder wegen) des großen kommerziellen Erfolges fanden bei den meisten Musikkritikern lediglich die ersten Arbeiten des Teams Parsons/Woolfson Anklang.
Deutschen Fernsehzuschauern ist das Alan Parsons Project am besten bekannt durch die Erkennungsmelodie Lucifer (vom Album Eve). Dieses Stück kündigt seit 1990 die Sendung Monitor im WDR an. Der charakteristische Rhythmus am Anfang des Titels entspricht den Buchstaben EVE im Morsecode: {\displaystyle \cdot \ \ \cdot \cdot \cdot -\ \ \cdot }. Mittlerweile wird jedoch nicht mehr das Original, sondern ein Remix verwendet.
Lucifer bildete auch das ZDF-Thema bei der Fußball-Weltmeisterschaft 1982 in Spanien vor und nach den Übertragungen der Spiele.
Der Titel Sirius (vom Album Eye in the Sky) wird bei zahlreichen Sportveranstaltungen als Einlauf- und Vorstellungsmusik verwendet. Don’t Answer Me (vom Album Ammonia Avenue) war in Deutschland 1984 ein Top-10-Hit, das Album selbst belegte mehrere Wochen die Spitze der deutschen Charts.
Alan Parsons fungierte als Produzent und Toningenieur bei der (instrumentalen) Musik zum Film Der Tag des Falken (Ladyhawke, 1985), die von Andrew Powell auf Wunsch des Regisseurs Richard Donner im typischen Alan-Parsons-Project-Stil komponiert wurde.

## Trivia
Mr. Laser Beam, der in den Credits des Albums Vulture Culture (1984) unter Oral Rendition (Radiostimme auf dem Titel Let’s Talk About Me) erscheint, heißt eigentlich Lee Abrams. Der Künstlername ist ein Anagramm des bürgerlichen Namens. Abrams verfasste auch die Liner Notes für das Album The Best of the Alan Parsons Project (1983).
In der letzten Sequenz des Musikvideos zu Don’t Answer Me sind Alan Parsons und Eric Woolfson als Musiker zu sehen.

## Diskografie

### Studioalben
| Jahr | Titel                                | Höchstplatzierung, Gesamtwochen/‑monate, AuszeichnungChartplatzierungen (Jahr, Titel, Platzierungen, Wochen/Monate, Auszeichnungen, Anmerkungen) | Höchstplatzierung, Gesamtwochen/‑monate, AuszeichnungChartplatzierungen (Jahr, Titel, Platzierungen, Wochen/Monate, Auszeichnungen, Anmerkungen) | Höchstplatzierung, Gesamtwochen/‑monate, AuszeichnungChartplatzierungen (Jahr, Titel, Platzierungen, Wochen/Monate, Auszeichnungen, Anmerkungen) | Höchstplatzierung, Gesamtwochen/‑monate, AuszeichnungChartplatzierungen (Jahr, Titel, Platzierungen, Wochen/Monate, Auszeichnungen, Anmerkungen) | Höchstplatzierung, Gesamtwochen/‑monate, AuszeichnungChartplatzierungen (Jahr, Titel, Platzierungen, Wochen/Monate, Auszeichnungen, Anmerkungen) | Anmerkungen |
| Jahr | Titel                                | DE | AT | CH | UK | US | Anmerkungen |
| ---- | ------------------------------------ | --- | --- | --- | --- | --- | --- |
| 1976 | Tales of Mystery and Imagination     | DE11 Platin · (189 Wo.)DE | — | — | UK56 Silber · (1 Wo.)UK | US38 (46 Wo.)US | Erstveröffentlichung: 19. Mai 1976 Die Texte basieren auf Geschichten von Edgar Allan Poe. Bei der Neuauflage von 1987 wurde an zwei Stellen die bereits 1975 aufgenommene Stimme von Orson Welles hinzugefügt. |
| 1977 | I Robot                              | DE2 Gold · (136 Wo.)DE | AT23 (1 Mt.)AT | — | UK26 Silber · (8 Wo.)UK | US9 Platin · (54 Wo.)US | Erstveröffentlichung: 3. Juni 1977 Der Titel des Albums lehnt sich an den englischen Titel der Kurzgeschichtensammlung Ich, der Robot von Isaac Asimov an. Eric Woolfson bezeichnete dieses Album als “A view of tomorrow through the eyes of today” („Einen Blick auf morgen durch die Augen von heute“).                                                                |
| 1978 | Pyramid                              | DE3 Platin · (122 Wo.)DE | AT17 (5 Mt.)AT | — | UK49 (4 Wo.)UK | US26 Gold · (25 Wo.)US | Erstveröffentlichung: 16. Juni 1978 Als Gegenstück zu I Robot beschäftigt sich dieses Album mit dem alten Ägypten. Eric Woolfson bezeichnete dieses Album als “A view of yesterday through the eyes of today” („Einen Blick auf gestern durch die Augen von heute“). |
| 1979 | Eve                                  | DE1 Gold · (66 Wo.)DE | AT2 (8 Mt.)AT | — | UK74 Gold · (1 Wo.)UK | US13 Gold · (27 Wo.)US | Erstveröffentlichung: 27. August 1979 Das Thema sind Frauen. Nur in diesem Album gibt es in zwei Stücken auch Frauen als Leadsängerinnen. Aus diesem Album ist auch der Titel Lucifer, der zur Titelmelodie des deutschen Fernsehmagazins Monitor wurde. |
| 1980 | The Turn of a Friendly Card          | DE2 Gold · (50 Wo.)DE | AT2 (8 Mt.)AT | — | UK38 (4 Wo.)UK | US13 Platin · (58 Wo.)US | Erstveröffentlichung: 7. November 1980 In diesem Album geht es um das Glücksspiel und dessen Umfeld. Es wurde durch Philip K. Dicks Roman The Game-Players of Titan (deutscher Titel Das Globus-Spiel) und durch Woolfsons damaligen Wohnsitz in Monte Carlo beeinflusst.                                                                                                 |
| 1982 | Eye in the Sky                       | DE1 Gold · (47 Wo.)DE | AT1 (6½ Mt.)AT | — | UK27 Silber · (11 Wo.)UK | US7 Platin · (41 Wo.)US | Erstveröffentlichung: 14. Mai 1982 Auch wenn nicht konsequent, ist das grobe Thema Überwachung. So ist Eye in the Sky ein Begriff für Überwachungskameras speziell in Kasinos. Ebenso ist der Begriff ein Romantitel von Philip K. Dick (deutscher Titel Und die Erde steht still), steht in diesem aber als Metapher für Gott aus der Sicht eines religiösen Fanatikers. |
| 1983 | Ammonia Avenue                       | DE1 Gold · (28 Wo.)DE | AT5 (3½ Mt.)AT | CH1 (23 Wo.)CH | UK24 (8 Wo.)UK | US15 Gold · (26 Wo.)US | Erstveröffentlichung: 9. Dezember 1983 Thema sind „die möglichen Missverständnisse, die aus dem Blickwinkel der Öffentlichkeit auf industriell-wissenschaftliche Entwicklungen und dem Mangel an Verständnis der Bedürfnisse der Laien aus dem Blickwinkel ebendieser Wissenschaftler entstehen.“ (Zitat: Eric Woolfson, Musikexpress, Mai 1983).                         |
| 1984 | Vulture Culture                      | DE1 Gold · (18 Wo.)DE | AT10 (3 Mt.)AT | CH2 (13 Wo.)CH | UK40 (5 Wo.)UK | US46 (19 Wo.)US | Erstveröffentlichung: 30. November 1984 Thema ist eine Kritik des Konsumismus und teilweise auch der US-amerikanischen Popkultur. |
| 1985 | Stereotomy                           | DE15 (14 Wo.)DE | AT15 (½ Mt.)AT | CH13 (6 Wo.)CH | — | US43 (18 Wo.)US | Erstveröffentlichung: 15. November 1985 Thema ist der Effekt von Ruhm und Glück aus freudscher Perspektive. |
| 1987 | Gaudi                                | DE6 (14 Wo.)DE | AT16 (2 Mt.)AT | CH8 (9 Wo.)CH | UK66 (2 Wo.)UK | US57 (14 Wo.)US | Erstveröffentlichung: 28. Januar 1987 Das Album beschäftigt sich mit dem katalanischen Architekten Antoni Gaudí. Das Stück La Sagrada Família ist nach seinem bekanntesten Bauwerk benannt. |
| 1987 | Tales of Mystery and Imagination ’87 | DE18 (16 Wo.)DE | — | — | — | — | Erstveröffentlichung: Oktober 1987 neu abgemischte und überarbeitete Version des Albums von 1976 |
| 2014 | The Sicilian Defence                 | — | — | — | — | — | Erstveröffentlichung: 23. März 2014 Rein instrumentales Album aus dem Jahr 1979, das als "contractual obligation" von Woolfson und Parsons zur Vertragserfüllung bei Arista abgegeben wurde. Nach der Abgabe konnten die beiden bessere Bedingungen für zukünftige Alben aushandeln. Nur als Teil eines Boxsets veröffentlicht.                                           |

grau schraffiert: keine Chartdaten aus diesem Jahr verfügbar

### Livealben
| Jahr | Titel            | Höchstplatzierung, Gesamtwochen, AuszeichnungChartsChartplatzierungen (Jahr, Titel, Platzierungen, Wochen, Auszeichnungen, Anmerkungen) | Anmerkungen |
| Jahr | Titel            | DE | Anmerkungen |
| ---- | ---------------- | --- | --- |
| 2016 | Live in Colombia | DE45 (5 Wo.)DE | Erstveröffentlichung: 27. Mai 2016 veröffentlicht am 27. Mai 2016 unter dem Namen The Alan Parsons Symphonic Project als Doppel-CD, 3-fach Vinyl und Download |

### Kompilationen
| Jahr | Titel                                | Höchstplatzierung, Gesamtwochen, AuszeichnungChartplatzierungen (Jahr, Titel, Platzierungen, Wochen, Auszeichnungen, Anmerkungen) | Höchstplatzierung, Gesamtwochen, AuszeichnungChartplatzierungen (Jahr, Titel, Platzierungen, Wochen, Auszeichnungen, Anmerkungen) | Höchstplatzierung, Gesamtwochen, AuszeichnungChartplatzierungen (Jahr, Titel, Platzierungen, Wochen, Auszeichnungen, Anmerkungen) | Höchstplatzierung, Gesamtwochen, AuszeichnungChartplatzierungen (Jahr, Titel, Platzierungen, Wochen, Auszeichnungen, Anmerkungen) | Anmerkungen |
| Jahr | Titel                                | DE | CH | UK | US | Anmerkungen |
| ---- | ------------------------------------ | --- | --- | --- | --- | --- |
| 1983 | The Best of the Alan Parsons Project | DE19 (26 Wo.)DE | CH16 (9 Wo.)CH | UK99 (1 Wo.)UK | US53 Gold · (29 Wo.)US | Erstveröffentlichung: 4. November 1983 Erstes Best-of-Album, erschien 1985 ebenfalls in der DDR (VEB Deutsche Schallplatten Berlin) |
| 1988 | The Instrumental Works               | DE60 (3 Wo.)DE | — | — | — | Erstveröffentlichung: November 1988                                                                                                 |
| 1998 | Gold Collection                      | DE49 (5 Wo.)DE | — | — | — | Erstveröffentlichung: Januar 1998                                                                                                   |

Weitere Kompilationen (Auswahl)
- 1987: Limelight – The Best of the Alan Parsons Project Vol. 2
- 1988: The Instrumental Works
- 1989: Pop Classics (Label: EVA)
- 1991: Prime Time – Best (1976–1987, Label: Zounds, alle Titel digital remastered)
- 1991: Anthology
- 1992: The Ultimate Collection
- 1992: The Best of the Alan Parsons Project
- 1994: Best of Alan Parsons Live
- 1997: The Definitive Collection
- 1998: Gold Collection
- 1999: Arista Heritage Series
- 1999: Master Hits
- 1999: The Encore Collection
- 2001: Lucifer – Best (1976–1984, Label: Zounds 24 Karat Gold-CD, alle Titel digital remastered)
- 2002: Love Songs
- 2002: Works
- 2003: The Hits
- 2003: Silence & I: Very Best Of
- 2003: Platinum and Gold Collection
- 2006: The Dutch Collection (3 CD)
- 2007: The Essential
- 2008: The Essential (3 CD)

### Singles
| Jahr | Titel Album                                                                       | Höchstplatzierung, Gesamtwochen/‑monate, AuszeichnungChartplatzierungen (Jahr, Titel, Album, Platzierungen, Wochen/Monate, Auszeichnungen, Anmerkungen) | Höchstplatzierung, Gesamtwochen/‑monate, AuszeichnungChartplatzierungen (Jahr, Titel, Album, Platzierungen, Wochen/Monate, Auszeichnungen, Anmerkungen) | Höchstplatzierung, Gesamtwochen/‑monate, AuszeichnungChartplatzierungen (Jahr, Titel, Album, Platzierungen, Wochen/Monate, Auszeichnungen, Anmerkungen) | Höchstplatzierung, Gesamtwochen/‑monate, AuszeichnungChartplatzierungen (Jahr, Titel, Album, Platzierungen, Wochen/Monate, Auszeichnungen, Anmerkungen) | Höchstplatzierung, Gesamtwochen/‑monate, AuszeichnungChartplatzierungen (Jahr, Titel, Album, Platzierungen, Wochen/Monate, Auszeichnungen, Anmerkungen) | Anmerkungen                                            |
| Jahr | Titel Album                                                                       | DE | AT | CH | UK | US | Anmerkungen                                            |
| ---- | --------------------------------------------------------------------------------- | --- | --- | --- | --- | --- | ------------------------------------------------------ |
| 1976 | (The System of) Doctor Tarr and Professor Fether Tales of Mystery and Imagination | — | — | — | — | US37 (10 Wo.)US | Erstveröffentlichung: Juni 1976 Gastsänger: John Miles |
| 1976 | The Raven Tales of Mystery and Imagination                                        | — | — | — | — | US80 (4 Wo.)US | Erstveröffentlichung: September 1976                   |
| 1977 | I Wouldn’t Want to be Like You I Robot                                            | — | — | — | — | US36 (13 Wo.)US | Erstveröffentlichung: Juli 1977 als Alan Parsons       |
| 1977 | Don’t Let It Show I Robot                                                         | — | — | — | — | US92 (4 Wo.)US | Erstveröffentlichung: November 1977                    |
| 1978 | What Goes Up Pyramid                                                              | — | — | — | — | US87 (3 Wo.)US | Erstveröffentlichung: August 1978                      |
| 1979 | Damned If I Do Eve                                                                | — | — | — | — | US27 (17 Wo.)US | Erstveröffentlichung: Juli 1979                        |
| 1979 | Lucifer Eve                                                                       | DE8 (22 Wo.)DE | AT4 (5 Mt.)AT | — | — | — | Erstveröffentlichung: Oktober 1979 Instrumental        |
| 1980 | The Gold Bug The Turn of a Friendly Card                                          | DE40 (14 Wo.)DE | AT15 (½ Mt.)AT | — | — | — | Erstveröffentlichung: 31. Oktober 1980 Instrumental    |
| 1980 | Games People Play The Turn of a Friendly Card                                     | — | — | — | — | US16 (23 Wo.)US | Erstveröffentlichung: November 1980                    |
| 1981 | Time The Turn of a Friendly Card                                                  | — | — | — | — | US15 (23 Wo.)US | Erstveröffentlichung: April 1981                       |
| 1981 | Snake Eyes The Turn of a Friendly Card                                            | — | — | — | — | US67 (5 Wo.)US | Erstveröffentlichung: Oktober 1981                     |
| 1982 | Eye in the Sky                                                                    | DE38 (14 Wo.)DE | — | — | — | US3 Gold · (25 Wo.)US | Erstveröffentlichung: Juni 1982                        |
| 1982 | Psychobabble Eye in the Sky                                                       | — | — | — | — | US57 (10 Wo.)US | Erstveröffentlichung: November 1982                    |
| 1982 | Old and Wise Eye in the Sky                                                       | — | — | — | UK74 (2 Wo.)UK | — | Erstveröffentlichung: Dezember 1982                    |
| 1983 | You Don’t Believe Ammonia Avenue                                                  | — | — | — | — | US54 (10 Wo.)US | Erstveröffentlichung: 4. November 1983                 |
| 1984 | Don’t Answer Me Ammonia Avenue                                                    | DE7 (16 Wo.)DE | — | CH8 (14 Wo.)CH | UK58 (4 Wo.)UK | US15 (15 Wo.)US | Erstveröffentlichung: 1. März 1984                     |
| 1984 | Prime Time Ammonia Avenue                                                         | DE69 (3 Wo.)DE | — | — | — | US34 (11 Wo.)US | Erstveröffentlichung: Mai 1984                         |
| 1985 | Let’s Talk About Me Vulture Culture                                               | DE32 (11 Wo.)DE | — | CH21 (6 Wo.)CH | — | US56 (10 Wo.)US | Erstveröffentlichung: 11. Januar 1985                  |
| 1985 | Days Are Numbers (The Traveller) Vulture Culture                                  | — | — | — | — | US71 (5 Wo.)US | Erstveröffentlichung: April 1985                       |
| 1986 | Stereotomy                                                                        | — | — | — | — | US82 (4 Wo.)US | Erstveröffentlichung: 1986 Gastsänger: John Miles      |

Weitere Singles
- 1978: Day After Day (The Show Must Go On)
- 1978: I Robot
- 1978: Pyramania
- 1979: Hyper-Gamma-Spaces
- 1980: You Lie Down with Dogs
- 1985: Vulture Culture
- 1986: Limelight
- 1987: Standing on Higher Ground
- 1990: Freudiana

### Videoalben
- Live in Colombia (veröffentlicht als Blu-Ray & DVD unter dem Namen The Alan Parsons Symphonic Project am 27. Mai 2016[4])

### Zusammenstellungen, Boxen, Wiederveröffentlichungen
- 1980: Sammelbox ohne speziellen Titel – nach dem Erfolg von The Turn of a Friendly Card wurden die bisherigen Cover der 4er-Set-Einsteckhüllen von I Robot, Pyramid und Eve dem Design von The Turn of a Friendly Card angeglichen (4-LP-Box: I Robot, Pyramid, Eve und The Turn of a Friendly Card)
- 1984: The Best Project (3-LP-Box: The Best of the Alan Parsons Project, Vulture Culture und Ammonia Avenue)
- 1995: Eye in the Sky / Vulture Culture (Doppel-CD)
- 2006: The Dutch Collection (3 CD, remastered, enthält das bis dahin unveröffentlichte Stück: Only Questions No Answers (Eric Woolfson, Ian Bairnson))
- 2007: I Robot, Eye in the Sky, Vulture Culture (Wiederveröffentlichung mit Bonustiteln)
- 2007: Tales of Mystery and Imagination (Wiederveröffentlichung als Doppel-CD mit Bonustiteln)
- 2008: Pyramid, The Turn of a Friendly Card, Stereotomy (Wiederveröffentlichung mit Bonustiteln)
- 2008: Eve, Ammonia Avenue, Gaudi (Wiederveröffentlichung mit Bonustiteln)
- 2014: The Complete Albums Collection (11 CD, enthält die bis dahin unveröffentlichte CD The Sicilian Defence aus dem Jahre 1979)
- 2017: 35th-Anniversary-Boxset (2 LP Eye in the Sky, 3 CD: Originalalbum Eye in the Sky, Eric Wolfsons Songwriting Diaries, unveröffentlichtes Bonusmaterial, 1× Blu-ray DVD mit 5.1 Sourroundabmischung des Originalalbums, 7″ Flexi-Disc, Hardcoverbuch mit 60 Seiten, Poster und Postkarte). Veröffentlichung anlässlich des 35. Jubiläums (1. Dezember 2017) von Eye in the Sky
- 2020: Ammonia Avenue (2 LP „Ammonia Avenue“ (45/min-Pressung), 3 CD: Originalalbum Ammonia Avenue + Bonustracks, Eric Wolfsons Songwriting Diaries, unveröffentlichtes Bonusmaterial, 1× Blu-ray DVD mit 5.1 Surround-Abmischung des Originalalbums und Videos, Begleitbuch, Pressekit etc.). Veröffentlichung auf Esoteric.

## Auszeichnungen für Musikverkäufe
| Goldene Schallplatte - Italien - 2018: für das Album Eye in the Sky - 2018: für das Album Greatest Hits Flashback International - 2019: für die Single Eye in the Sky - Kanada - 1982: für die Single Eye in the Sky - 1984: für das Album The Best of the Alan Parsons Project - 1984: für das Album Ammonia Avenue - 1985: für das Album Vulture Culture - Neuseeland - 1978: für das Album Pyramid - 1979: für das Album Eve - 1981: für das Album The Turn of a Friendly Card - 1984: für das Album The Best of the Alan Parsons Project - 1984: für das Album Ammonia Avenue - Niederlande - 1982: für das Album The Turn of a Friendly Card - 1984: für das Album Eye in the Sky - 1984: für das Album Ammonia Avenue - Spanien - 1981: für das Album Eve - 1982: für das Album Pyramid - 1983: für die Single Eye in the Sky - 1987: für das Album Gaudi | Platin-Schallplatte - Australien - 1982: für das Album Eye in the Sky - Frankreich - 1984: für das Album Ammonia Avenue - 1984: für das Album Eye in the Sky - Kanada - 1978: für das Album Tales of Mystery and Imagination - 1979: für das Album Eve - Neuseeland - 1979: für das Album I Robot - 1982: für das Album Eye in the Sky - Spanien - 1982: für das Album Eye in the Sky 2× Platin-Schallplatte - Kanada - 1979: für das Album I Robot - 1979: für das Album Pyramid - 1981: für das Album The Turn of a Friendly Card - 1982: für das Album Eye in the Sky |

Anmerkung: Auszeichnungen in Ländern aus den Charttabellen bzw. Chartboxen sind in ebendiesen zu finden.
| Land/RegionAuszeichnungen für Musikverkäufe (Land/Region, Auszeichnungen, Verkäufe, Quellen) | Silber     | Gold       | Platin       | Verkäufe  | Quellen                   |
| -------------------------------------------------------------------------------------------- | ---------- | ---------- | ------------ | --------- | ------------------------- |
| Australien (ARIA)                                                                            | —          | —          | Platin1      | 50.000    | Einzelnachweise           |
| Deutschland (BVMI)                                                                           | —          | 6× Gold6   | 2× Platin2   | 2.500.000 | musikindustrie.de         |
| Frankreich (SNEP)                                                                            | —          | —          | 2× Platin2   | 800.000   | snepmusique.com           |
| Italien (FIMI)                                                                               | —          | 3× Gold3   | —            | 75.000    | fimi.it                   |
| Kanada (MC)                                                                                  | —          | 4× Gold4   | 10× Platin10 | 1.200.000 | musiccanada.com           |
| Neuseeland (RMNZ)                                                                            | —          | 5× Gold5   | 2× Platin2   | 75.000    | aotearoamusiccharts.co.nz |
| Niederlande (NVPI)                                                                           | —          | 3× Gold3   | —            | 150.000   | nvpi.nl                   |
| Spanien (Promusicae)                                                                         | —          | 4× Gold4   | Platin1      | 300.000   | mediafire.com             |
| Vereinigte Staaten (RIAA)                                                                    | —          | 5× Gold5   | 3× Platin3   | 5.500.000 | riaa.com                  |
| Vereinigtes Königreich (BPI)                                                                 | 3× Silber3 | Gold1      | —            | 280.000   | bpi.co.uk                 |
| Insgesamt                                                                                    | 3× Silber3 | 31× Gold31 | 21× Platin21 |           |                           |